# All the Things You Are
"All the Things You Are" é uma canção composta por Jerome Kern, com letra de Oscar Hammerstein II. Foi escrita para o musical Very Warm for May (1939), onde foi apresentada por Hiram Sherman, Frances Mercer, Hollace Shaw e Ralph Stuart. Posteriormente, fez parte do filme Broadway Rhythm (1944) e da comédia romântica A Letter for Evie (1945). Mais recentemente, em 2005, fez parte da trilha sonora do filme Sra. Henderson Apresenta (Mrs. Henderson Presents), estrelado por Judi Dench.

## Gravações notáveis
- Amália Rodrigues
- Frank Sinatra - The Columbia Years 1943-1952: The Complete Recordings (1944), The Columbia Years 1943-1952: The V-Discs (1945)
- Tony Martin - Musical da MGM Till the Clouds Roll By (1946)
- Jo Stafford (1946)
- Allan Jones (1949)
- Mario Lanza (1951)
- Clifford Brown (1953)
- The Quintet - Charlie Parker, Dizzy Gillespie, Bud Powell, Charles Mingus and Max Roach - Jazz at Massey Hall (1953)
- Hampton Hawes - The Trio (1956)
- Ahmad Jamal - Complete Live at the Pershing Lounge (1958)
- Stan Kenton - Romantic Approach (1961)
- Peter Sellers
- Ella Fitzgerald - Ella Fitzgerald Sings the Jerome Kern Songbook (1961)
- Bill Evans Trio - Time Remembered (ao vivo em 1963, mas lançado postumamente)
- Earl Grant - Spotlight On Earl Grant (1965)
- Jack Jones - Dear Heart (1965)
- Barbra Streisand - Simply Streisand (1967)
- Baden Powell - O Universo Musical de Baden Powell (2003)
- Singers Unlimited - a cappella (1972)
- Michael Jackson - Music and Me (1973)
- Keith Jarrett (1983) - Standards vol.1
- Pat Metheny - Question And Answer (1989)
- Judy Kaye & John McGlinn - Broadway Showstoppers (1993)
- Walter Norris - From Another Star (1998)
- Brad Mehldau - Art Of The Trio Volume 4: Back At The Vanguard (1999)
- Will Young - Mrs. Henderson Presents (trilha sonora) (2005)
- David Becker & Joe Diorio - The Color of Sound (2005)

## Curiosidades
Em outubro de 2009, em entrevista ao Programa do Jô, Tony Bennett revelou ser essa a sua canção favorita e ainda afirmou que todos os grandes músicos que já conheceu também têm "All the Things You Are" como canção favorita.